# Przemysław Strączek
Przemysław Strączek (ur. 15 sierpnia 1976 w Jastrzębiu-Zdroju) – polski gitarzysta jazzowy, kompozytor, producent, lider międzynarodowych projektów muzycznych.

## Życiorys
Absolwent Akademii Muzycznej im. Karola Szymanowskiego w Katowicach w klasie gitary jazzowej. Laureat Mistrzowskiego Konkursu Gitarzystów Jazzowych im. Marka Blizińskiego w Warszawie (2001, 2003). Jeden z siedmiu finalistów konkursu solistycznego w ramach Thailand International Jazz Conference w Bangkoku 2011 r. Winylowa wersja jego płyty Fig Tree był najlepiej sprzedającym się albumem w Polsce w pierwszym tygodniu od premiery według Związku Producentów Audio Video (ZPAV) w styczniu 2021 roku, plasując się na wysokim 4 miejscu wśród wszystkich sprzedanych płyt winylowych w tym okresie. Koncertował i współpracuje z muzykami z wielu krajów i kontynentów m.in. Andy Sheppard, Xu Fengxia, Janusz Muniak. Odbył liczne trasy koncertowe z muzyką autorską w 16 krajach świata. Inicjator i pomysłodawca JAZZtrzębie Festiwal.

## Nagrody i wyróżnienia
- 2008 – Nagroda Artystyczna Prezydenta Miasta Jastrzębie-Zdrój
- 2011 – Odznaka honorowa „Zasłużony dla Kultury Polskiej”
- 2013 – Nagroda Specjalna Ministra Kultury i Dziedzictwa Narodowego
- 2015 – Nagroda Artystyczna Marszałka Województwa Śląskiego w dziedzinie muzyki.

## Dyskografia

### Albumy
- 2007 – Earthly Room (Es Art)
- 2010 – Light & Shadow (ES Art)
- 2012 – Evans (Es Art)
- 2014 – White Grain of Coffee (Es Art)
- 2016 – Three Continents (Es Art)
- 2020 – Fig Tree (Es Art)
- 2021 – Fig Tree LP (Music Corner Records, Voice Music)
- 2022 – Cultural Concept (Music Corner Records, Voice Music)
- 2022 – Cultural Concept LP (Music Corner Records, Voice Music)
- 2025 – Endless Mystery (Music Corner Records)

### Występy gościnne
- 2004 – Tres Jazz - „The Shape of Melody (Es Art)
- 2013 – Karolina Śleziak „Tesna” (Es Art)
- 2014 – Muzyka Czterech Stron Świata - składanka  (MTJ)
- 2014 – Ladies Jazz Vol. 8 – składanka (Warner Music Poland)